# Martin Florian
Martin Florian (ur. 20 grudnia 2001) – czeski lekkoatleta specjalizujący się w rzucie oszczepem.
W 2018 zajął piąte miejsce podczas mistrzostw Europy U18 oraz zdobył brązowy medal igrzysk olimpijskich młodzieży. Sezon 2019 zakończył z piątą lokatą wywalczoną na mistrzostwach Europy U20. 
Reprezentant Czech w meczach międzypaństwowych.
Rekord życiowy: 74,38 (21 września 2019, Leiria). 

## Osiągnięcia
| Rok  | Impreza                        | Miejsce      | Konkurencja            | Pozycja    | Wynik         |
| ---- | ------------------------------ | ------------ | ---------------------- | ---------- | ------------- |
| 2018 | Mistrzostwa Europy U18         | Győr         | rzut oszczepem (700 g) | 5. miejsce | 71,07         |
| 2018 | Igrzyska olimpijskie młodzieży | Buenos Aires | rzut oszczepem (700 g) | 2. miejsce | 74,00 + 76,24 |
| 2019 | Mistrzostwa Europy U20         | Borås        | rzut oszczepem         | 5. miejsce | 73,16         |